# Statutarno pravo
Statutarno pravo ili statutno pravo je pisani zakon the Law Code of Lipit-Ishtar (1934–1924 BC), koji donosi zakonodavstveno telo. To je suprotno usmenom ili običajnom pravu; ili regulatornom zakonu proglašenom izvršnim ili uobičajenim pravom sudstva. Statuti mogu poticati od nacionalnog, državnog zakonodavstva ili lokalnih opština.

## Kodifikovani zakon
Izraz kodifikovani zakon odnosi se na statute koji su organizovani („kodifikovani“) prema predmetu; u ovom užem smislu neki, ali ne i svi statuti, smatraju se „kodifikovanim”. Čitav niz kodifikovanih statuta naziva se „zakonikom”, kao što je Zakonik Sjedinjenih Država, Revidirani zakonik Ohaja ili Zakonik kanonskog prava. Suštinske odredbe zakona mogle bi se kodifikovati (poređati po predmetima) u jednom ili više naslova Kodeksa Sjedinjenih Država, dok bi odredbe zakona koje nisu dostigle svoj „datum stupanja na snagu” (ostale nekodifikovane) bile dostupne pozivanjem na Širi statut Sjedinjenih Država. Drugo značenje „kodifikovanog zakona“ je zakon koji uzima uobičajeni zakon u određenoj oblasti zakona i stavlja ga u oblik statuta ili koda.

## Privatno pravo (posebno pravo)
Još jedan primer statuta koji obično nisu kodifikovani je „privatni zakon” koji može nastati kao privatni pravilnik, zakon koji pogađa samo jedno lice ili manju grupu lica. Primer je razvod u Kanadi pre donošenja Zakona o razvodu iz 1968. Ako administrativnim ili sudskim sredstvima nije bio dostupan, bilo je moguće dobiti zakonski razvod putem prijave Senatu Kanade, koji je razmatrao i istraživao peticije za razvod, o kojima bi Senat izglasao, a zatim ih uobličio u zakon.
U parlamentu Ujedinjenog Kraljevstva privatni zakoni su korišteni u devetnaestom veku za stvaranje korporacija, dodeljivanje monopola i davanje individualne pažnje da bi ih parlament u potpunosti razmotrio. Vlada takođe može da traži da običan član parlamenta nezvanično uvede predlog zakona kako se ne bi stvorio javni skandal; takve predloge zakona može da predloži i lojalna opozicija - članovi opozicione stranke ili partija. Ponekad predlog zakona privatnog člana može imati i aspekte privatnog zakona, u kom slučaju se predloženi zakon naziva hibridnim zakonom.

## Literatura
- Weiss, Gunther A. (2000). „The Enchantment of Codification in the Common-Law World”. Yale Journal of International Law. 25 (2).
- Lord Scarman on codification
- Wim Voermans (децембар 2009). „Is the European Legislator after Lisbon a real Legislature?”. Legislacao Cadernos de Ciencia de Legislacao. 50: 391–413 [402].
- Vértesy, László (2017-01-10). „The Public Participation in the Drafting of Legislation in Hungary”. Central European Public Administration Review. 14 (4). ISSN 2591-2259. doi:10.17573/ipar.2016.4.06 . Архивирано из оригинала 24. 05. 2020. г. Приступљено 15. 11. 2020.
- Congressional Research Service (31. 8. 2008). „Statutory Interpretation: General Principles and Recent Trends”.
- „Plain Meaning Rule Law & Legal Definition”. Definitions.uslegal.com. Приступљено 2016-04-01.
- The Absurdity Doctrine, Harvard Law Review, John F. Manning, Vol.116, #8, June, 2003, pp. 2387-2486,  https://www.jstor.org/pss/1342768. Недостаје или је празан параметар |title= (помоћ)
- „Delaware Corporate & Commercial Litigation Blog : Highlights & Analysis of Key Decisions from Delaware's Supreme Court & Court of Chancery”. Delawarelitigation.com. 2007-04-29. Приступљено 2016-04-01.
- Staszewski, Glen (2006-04-13). „Avoiding Absurdity by Glen Staszewski”. SSRN 896310 .
- Veronica M Dougherty. „Absurdity and the Limits of Literalism: Defining the Absurd Result Principle in Statutory Interpretation”. American University Law Review. 44: 127. Приступљено 2016-04-01.
- Linzer, Peter (2002). „The Comfort of Certainty: Plain Meaning and the Parole Evidence Rule”. Fordham Law Review. 71: 799. Приступљено 5. 8. 2014.
- CRS Report for Congress: "Statutory interpretation: General Principles and Recent Trends" (public domain - can be copied into article with citations)
- The multi-volume Sutherland Statutory Construction is the authoritative text on the rules of statutory construction.
- Karl Llewellyn, Remarks on the Theory of Appellate Decisions and the Rules or Canons About How Statutes Are to Be Construed 3 Vand. L. Rev. 395 (1950).
- United States of America v. William C. Scrimgeour 636 F.2d 1019 (5th Cir. 1981) discusses most aspects of statutory construction.
- Brudney & Ditslear, Canons of Construction and the Elusive Quest for Neutral Reasoning
- Sinclair, Michael, "Llewellyn's Dueling Canons, One to Seven: A Critique". New York Law School Law Review, Vol. 51, Fall 2006.
- Jon May,. „"Statutory Construction: Not For The Timid"”. Архивирано на веб-сајту  (29. јун 2011), The Champion Magazine (NACDL), January/February 2006.
- Corrigan & Thomas, "Dice Loading" Rules Of Statutory Interpretation, 59 NYU Annual Survey Of American Law 231, 238 (2003).
- The Rules of Statutory Construction (Virginia)
- Statutory Interpretation, by Ruth Sullivan, 1997. Canadian examples and explanations.
- Menahem Pasternak, Christophe Rico, Tax Interpretation, Planning, and Avoidance: Some Linguistic Analysis, 23 Akron Tax Journal, 33 (2008) (http://www.uakron.edu/law/lawreview/taxjournal/atj23/docs/Pasternak08.pdf).
- Solum, Lawrence, Legal Theory Lexicon: Textualism, Legal Theory Blog.
- Manning, John F. (2005). „Textualism and Legislative Intent”. Va. L. Rev. 91 (2): 419—450. JSTOR 3649428.
- Nelson, Caleb (2005). „What is Textualism?”. Va. L. Rev. 91 (2): 347—418. JSTOR 3649427.
- Manning, John F. (2001). „Textualism and the Equity of the Statute”. Colum. L. Rev. 101 (1): 1—127. JSTOR 1123509.
- Scalia, Antonin (1997). A Matter of Interpretation: Federal Courts and the Law. Princeton: Princeton University Press. стр. 35–36. ISBN 0-691-02630-0.
- Farber, Daniel A. (1992). „The Inevitability of Practical Reason: Statutes, Formalism, and the Rule of Law”. Vand. L. Rev. 45: 533.
- Easterbrook, Frank H. (1988). „The Role of Original Intent in Statutory Construction”. Harv. J.L. & Pub. Pol'y. 11: 59 [p. 65].
- Scalia, Antonin. „Common-Law Courts in a Civil-Law System: The Role of United States Federal Courts in Interpreting the Constitution and Laws” (PDF). The Tanner Lectures on Human Values. University of Utah. стр. 92. Архивирано из оригинала (PDF) 25. 11. 2020. г. Приступљено 15. 7. 2020.
- Holmes (1899). „The Theory of Legal Interpretation”. Harv. L. Rev. 12 (6): 417. JSTOR 1321531.
- Scalia, Antonin (2010). „Textualism and the Constitution”.  Ур.: Bruce Miroff; Raymond Seidelman; Todd Swanstrom. Debating Democracy: A Reader in American Politics (Seventh изд.). Boston, MA: Wadsworth Cengage Learning. стр. 288—294. ISBN 978-0-495-91347-4.
- Rupert Cross, Statutory interpretation, 3rd Edition, p.34  978-0406049711
- van Gulik, R.H. Crime and Punishment in Ancient China: The Tang Yin Pi Shih. Orchid Press. ISBN 9745240915., 2007.,
- „Africamix sur le site du Monde”. Архивирано из оригинала 2009-03-30. г. Приступљено 2009-03-27.
- „Origins and growth of Parliament”. The National Archives. Приступљено 17. 11. 2013.
- Etengoff, Chana (2016-04-04). „Petitioning for Social Change: Letters to Religious Leaders From Gay Men and Their Family Allies”. Journal of Homosexuality. 64 (2): 166—194. ISSN 0091-8369. PMID 27046269. S2CID 40419307. doi:10.1080/00918369.2016.1174022.

## Spoljašnje veze
- Parliamentary Fact Sheets United Kingdom
- Sauveplanne article on codification
- Codex Iustinianus Site The Roman Law Library
- Code of Laws of the United States of America (US Code) law.cornell.edu
- Napoleonic Code napoleon-series.org
- „contemporary French law codes”. Архивирано на веб-сајту  (25. фебруар 2021) legifrance.gouv.fr
- Louisiana Civil Code legis.state.la.us
- Connecticut General Statutes (2013 Ed.) cga.ct.gov